# Ковтання вогню

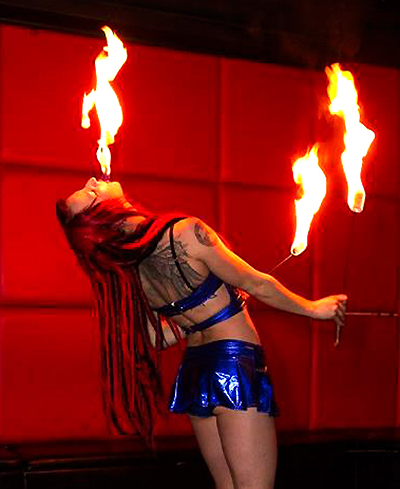
Артистка, яка виконує ковтання вогню

Ковтання вогню — цирковий трюк, також використовується у вуличних виставах і вогняному шоу, що полягає в ефекті ковтання вогню, що досягається перекриттям доступу кисню до вогню при приміщенні невеликого смолоскипа в рот артиста. У спрощеному варіанті, артист може просто непомітно задувати смолоскип не закриваючи рота.
Ковтання вогню часто супроводжується такими трюками як перенесення вогню, проведення відкритим вогнем по тілу, а також видуванням вогню.

## Рекорди

#### В книзі рекордів Гіннесса
Згідно книзі рекордів Гіннесса, рекорд за кількістю погашених смолоскипів за хвилину належить артисту на ім'я Preacher Muad'dib. Рекорд був встановлений 18 листопада 2010 року в Англії, коли артист зміг загасити смолоскип 83 рази, використовуючи тільки два смолоскипи. Інший рекорд Preacher Muad'dib встановив 27 травня 2011 року на сцені «Bizarre Ball» в Лондоні - загасив за 30 секунд 53 смолоскипа, за що і заслужив титул «The fastest fire-eater on Earth» (Найшвидший ковтач вогню на Землі).
Використовуючи кілька смолоскипів, Pascal Ackermann зі Швейцарії зміг за хвилину загасити 89 смолоскипів (1 квітня 2010 року у Римі). За 30 секунд, використовуючи кілька смолоскипів, Hubertus Wawra зміг загасити 39 смолоскипів.

#### Світовий рекорд
Світовий рекорд належить артисту з Нью-Йорка Крісс Рейлі (Chris Reilly), також відомому як Flambeaux, який зміг протримати палаючий смолоскип у роті протягом 55,53 секунд.